# 야마자키 시게노리
야마자키 시게노리(Shigenori Yamazaki, 1974년 2월 26일 ~ )는 일본의 배우, 일본의 성우이다.
도쿄도에서 태어났다.

## 방송
- 백도 흑도 아닌 세계에서, 판다는 웃는다
- 트레이스~과수연의 남자~
- 빼앗긴 얼굴 ~미아타리 수사반~
- 한계단지
- 이케나미 쇼타로 시대극 빛과 그림자